# Hoptînți, Horodok
Hoptînți (în ucraineană Хоптинці) este localitatea de reședință a comunei Hoptînți din raionul Horodok, regiunea Hmelnîțkîi, Ucraina.

## Demografie
Componența lingvistică a localității Hoptînți
     Ucraineană (99,82%)
     Alte limbi (0,18%)
Conform recensământului din 2001, majoritatea populației localității Hoptînți era vorbitoare de ucraineană (99,82%), existând în minoritate și vorbitori de alte limbi.